# Enrik Garcia
Enrik Garcia é um guitarrista e compositor espanhol, membro e fundador da banda de power metal/neo-classical metal espanhola Dark Moor.

## Discografia

### Dark Moor
- Shadowland (1999)
- The Hall of the Olden Dreams (2000)
- Gates of Oblivion (2002)
- Dark Moor (2003)
- Beyond the Sea (2005)
- Tarot (2007)
- Autumnal (2009)
- Ancestral Romance (2010)
- Ars Musica (2013)
- Project-X (2015)